# Apsendesia
Apsendesia is een monotypisch geslacht van mosdiertjes uit de familie van de Frondiporidae en de orde Cyclostomatida. De wetenschappelijke naam ervan werd in 1821 voor het eerst geldig gepubliceerd door Lamouroux.

## Soort
- Apsendesia sarsi  (Borg, 1944)